# Super 12 2002
Il Super 12 2002 fu la 7ª edizione del Super Rugby, competizione professionistica di rugby a 15 organizzata dal SANZAR tra i club di Australia, Nuova Zelanda e Sudafrica.
Composta interamente di franchise, si tenne tra febbraio e maggio 2002.
Nella stagione regolare ogni squadra incontrò tutte le altre in partita di sola andata; per non aggravare i costi di trasferta alcuni turni furono di cinque (e uno anche di quattro) piuttosto che di sei incontri, sì da permettere alle squadre in visita in un continente di disputare tutti gli incontri in giornate consecutive; per tale ragione il calendario prevedette 12 giornate invece di 11.
Dopo il break subìto nell'edizione precedente, in cui nessuna sua compagine fu presente ai play-off, la Nuova Zelanda presentò due squadre tra le prime quattro classificate (Crusaders, che si imposero in maniera autoritaria con 11 vittorie in 11 partite più sette punti di bonus, e Highlanders), mentre fu l'Australia a portare altre due squadre in semifinale (i Waratahs e i campioni uscenti dei Brumbies).
Anche nell'edizione 2002 le semifinali furono una sorta di finale interzona, con le squadre dello stesso Paese a incontrarsi tra di loro.
Nella finale disputata a Christchurch i Crusaders riportarono il titolo in Nuova Zelanda e si imposero per la quarta volta nel Super Rugby, divenendo anche la prima squadra a finire il torneo vincendo tutti gli incontri disputati. I Bulls divennero al contrario la prima squadra a perdere tutte le partite giocate.

## Squadre partecipanti e ambiti territoriali
| Paese         | Squadra     | Sede           | Area                                      |
| ------------- | ----------- | -------------- | ----------------------------------------- |
| Australia     | Brumbies    | Canberra       | Territorio della Capitale Australiana     |
| Australia     | Reds        | Brisbane       | Stato del Queensland                      |
| Australia     | Waratahs    | Sydney         | Stato del Nuovo Galles del Sud            |
| Nuova Zelanda | Blues       | Auckland       | Penisola di North Auckland                |
| Nuova Zelanda | Chiefs      | Hamilton       | Distretti di Hamilton, Tauranga e Rotorua |
| Nuova Zelanda | Crusaders   | Christchurch   | Regione di Canterbury                     |
| Nuova Zelanda | Highlanders | Dunedin        | Distretto di Otago e South Land           |
| Nuova Zelanda | Hurricanes  | Wellington     | Wellington, Palmerston North e Napier     |
| Sudafrica     | Bulls       | Pretoria       | East Rand, Limpopo                        |
| Sudafrica     | Lions       | Johannesburg   | Mpumalanga, Provincia del Nordovest       |
| Sudafrica     | Sharks      | Durban         | KwaZulu-Natal                             |
| Sudafrica     | Stormers    | Città del Capo | Cape Winelands, West Coast                |

## Stagione regolare

### Risultati
|           | 1ª giornata                   |       |
| --------- | ----------------------------- | ----- |
| 22-2-2002 | Coastal Sharks - Stormers     | 18-25 |
| 22-2-2002 | Hurricanes - Auckland Blues   | 7-60  |
| 23-2-2002 | Crusaders - Otago Highlanders | 30-28 |
| 23-2-2002 | Waikato Chiefs - Waratahs     | 25-42 |
| 23-2-2002 | Northern Bulls - Golden Cats  | 31-44 |
| 23-2-2002 | Brumbies - Queensland Reds    | 29-19 |

|           | 4ª giornata                  |       |
| --------- | ---------------------------- | ----- |
| 15-3-2002 | Hurricanes - Coastal Sharks  | 40-17 |
| 16-3-2002 | Northern Bulls - Brumbies    | 35-45 |
| 16-3-2002 | Stormers - Otago Highlanders | 20-21 |
| 16-3-2002 | Waratahs - Golden Cats       | 44-21 |
| 17-3-2002 | Queensland Reds - Crusaders  | 27-34 |
|           |                              |       |

|          | 7ª giornata                     |       |
| -------- | ------------------------------- | ----- |
| 5-4-2002 | Otago Highlanders - Hurricanes  | 19-10 |
| 6-4-2002 | Coastal Sharks - Auckland Blues | 20-13 |
| 6-4-2002 | Queensland Reds - Stormers      | 49-46 |
| 6-4-2002 | Crusaders - Northern Bulls      | 49-15 |
| 6-4-2002 | Golden Cats - Waikato Chiefs    | 25-36 |
|          |                                 |       |

|           | 10ª giornata                     |       |
| --------- | -------------------------------- | ----- |
| 26-4-2002 | Auckland Blues - Stormers        | 25-6  |
| 26-4-2002 | Brumbies - Otago Highlanders     | 18-25 |
| 26-4-2002 | Golden Cats - Crusaders          | 30-37 |
| 27-4-2002 | Coastal Sharks - Queensland Reds | 29-30 |
| 27-4-2002 | Waikato Chiefs - Northern Bulls  | 53-24 |
| 27-4-2002 | Waratahs - Hurricanes            | 19-13 |

|          | 2ª giornata                        |       |
| -------- | ---------------------------------- | ----- |
| 1-3-2002 | Waikato Chiefs - Crusaders         | 27-34 |
| 2-3-2002 | Brumbies - Golden Cats             | 64-16 |
| 2-3-2002 | Northern Bulls - Hurricanes        | 18-37 |
| 2-3-2002 | Otago Highlanders - Coastal Sharks | 45-5  |
| 2-3-2002 | Queensland Reds - Auckland Blues   | 34-23 |
| 2-3-2002 | Stormers - Waratahs                | 25-26 |

|           | 5ª giornata                        |       |
| --------- | ---------------------------------- | ----- |
| 22-3-2002 | Northern Bulls - Otago Highlanders | 17-54 |
| 22-3-2002 | Hurricanes - Golden Cats           | 30-21 |
| 23-3-2002 | Auckland Blues - Waikato Chiefs    | 37-30 |
| 23-3-2002 | Stormers - Brumbies                | 15-36 |
| 23-3-2002 | Waratahs - Coastal Sharks          | 42-8  |
|           |                                    |       |

|           | 8ª giornata                      |       |
| --------- | -------------------------------- | ----- |
| 12-4-2002 | Golden Cats - Auckland Blues     | 12-24 |
| 12-4-2002 | Crusaders - Stormers             | 41-21 |
| 12-4-2002 | Queensland Reds - Northern Bulls | 48-12 |
| 13-4-2002 | Coastal Sharks - Waikato Chiefs  | 21-18 |
| 13-4-2002 | Waratahs - Otago Highlanders     | 31-13 |
| 14-4-2002 | Brumbies - Hurricanes            | 13-20 |

|          | 11ª giornata                       |       |
| -------- | ---------------------------------- | ----- |
| 3-5-2002 | Auckland Blues - Otago Highlanders | 13-20 |
| 4-5-2002 | Northern Bulls - Coastal Sharks    | 10-23 |
| 4-5-2002 | Golden Cats - Stormers             | 25-36 |
| 4-5-2002 | Waikato Chiefs - Brumbies          | 15-42 |
| 4-5-2002 | Hurricanes - Crusaders             | 20-48 |
| 5-5-2002 | Queensland Reds - Waratahs         | 31-24 |

|          | 3ª giornata                      |       |
| -------- | -------------------------------- | ----- |
| 8-3-2002 | Brumbies - Coastal Sharks        | 38-8  |
| 8-3-2002 | Otago Highlanders - Golden Cats  | 40-8  |
| 8-3-2002 | Stormers - Hurricanes            | 40-13 |
| 9-3-2002 | Northern Bulls - Waratahs        | 19-51 |
| 9-3-2002 | Crusaders - Auckland Blues       | 30-11 |
| 9-3-2002 | Queensland Reds - Waikato Chiefs | 27-13 |

|           | 6ª giornata                        |       |
| --------- | ---------------------------------- | ----- |
| 29-3-2002 | Auckland Blues - Waratahs          | 22-20 |
| 30-3-2002 | Hurricanes - Queensland Reds       | 22-18 |
| 30-3-2002 | Otago Highlanders - Waikato Chiefs | 24-29 |
| 31-3-2002 | Crusaders - Brumbies               | 33-32 |
|           |                                    |       |
|           |                                    |       |

|           | 9ª giornata                     |       |
| --------- | ------------------------------- | ----- |
| 19-4-2002 | Auckland Blues - Northern Bulls | 65-24 |
| 20-4-2002 | Golden Cats - Queensland Reds   | 15-27 |
| 20-4-2002 | Waikato Chiefs - Stormers       | 33-45 |
| 20-4-2002 | Coastal Sharks - Crusaders      | 34-37 |
| 20-4-2002 | Waratahs - Brumbies             | 19-11 |
|           |                                 |       |

|           | 12ª giornata                        |       |
| --------- | ----------------------------------- | ----- |
| 10-5-2002 | Waikato Chiefs - Hurricanes         | 44-20 |
| 10-5-2002 | Brumbies - Auckland Blues           | 46-25 |
| 11-5-2002 | Crusaders - Waratahs                | 96-19 |
| 11-5-2002 | Otago Highlanders - Queensland Reds | 40-26 |
| 11-5-2002 | Coastal Sharks - Golden Cats        | 38-11 |
| 11-5-2002 | Stormers - Northern Bulls           | 31-27 |

### Classifica
|  |     | Squadra     | G  | V  | N | P  | PF  | PS  | B  | Pt |
|  | --- | ----------- | -- | -- | - | -- | --- | --- | -- | -- |
|  | 1.  | Crusaders   | 11 | 11 | 0 | 0  | 469 | 264 | 7  | 51 |
|  | 2.  | Waratahs    | 11 | 8  | 0 | 3  | 337 | 284 | 7  | 39 |
|  | 3.  | Brumbies    | 11 | 7  | 0 | 4  | 374 | 230 | 10 | 38 |
|  | 4.  | Highlanders | 11 | 8  | 0 | 3  | 329 | 207 | 6  | 38 |
|  | 5.  | Reds        | 11 | 7  | 0 | 4  | 336 | 287 | 6  | 34 |
|  | 6.  | Blues       | 11 | 6  | 0 | 5  | 313 | 249 | 5  | 29 |
|  | 7.  | Stormers    | 11 | 5  | 0 | 6  | 310 | 317 | 7  | 27 |
|  | 8.  | Chiefs      | 11 | 4  | 0 | 7  | 323 | 341 | 8  | 24 |
|  | 9.  | Hurricanes  | 11 | 5  | 0 | 6  | 232 | 317 | 1  | 23 |
|  | 10. | Sharks      | 11 | 4  | 0 | 7  | 183 | 308 | 3  | 19 |
|  | 11. | Cats        | 11 | 1  | 0 | 10 | 217 | 370 | 2  | 6  |
|  | 12. | Bulls       | 11 | 0  | 0 | 11 | 232 | 500 | 1  | 1  |

## Semifinali
| Christchurch 18 maggio 2002 | Crusaders        | 34 – 23 | Highlanders | Jade Stadium\| Arbitro: \| Stuart Dickinson \| |
| Arbitro:                    | Stuart Dickinson |         |             |                                                |

| Sydney 18 maggio 2002 | Waratahs      | 10 – 51 | Brumbies | Aussie Stadium\| Arbitro: \| Paddy O'Brien \| |
| Arbitro:              | Paddy O'Brien |         |          |                                               |

## Finale
| Arbitro: | André Watson |

|                     |      |            |
| Ralph (2), Vunibaka | mt   | Walker     |
| Mehrtens (2)        | tr   | Walker     |
| Mehrtens (3)        | c.p. | Walker (2) |
| Mehrtens            | drop |            |